# Ahmet Pasha Dukagjini
Ahmet Pasha Dukagjini var en osmansk storvesir. Han var svärson till Beyazit II. Han stod i tjänst som storvesir från 1514 till 1515. Han avrättades på sultanen Selim I:s begäran.